# Metrosideros kermadecensis
Metrosideros kermadecensis, ook wel Kermadec pohutukawa genoemd, is een altijdgroene boom uit de mirtefamilie (Myrtaceae). De soort is endemisch op de vulkanische Kermadeceilanden, die ongeveer 900 kilometer ten noordoosten van Nieuw-Zeeland liggen.  De soort groeit in zowel droge als natte bossen van langs de kust tot op de hoogste toppen.
De boom heeft leerachtige elliptische bladeren, die aan de onderzijde een witte kleur hebben. De bladeren zijn 2 tot 5 centimeter lang en halverwege het meest breed. Verder heeft de boom kenmerkende rode borstelachtige bloemen.

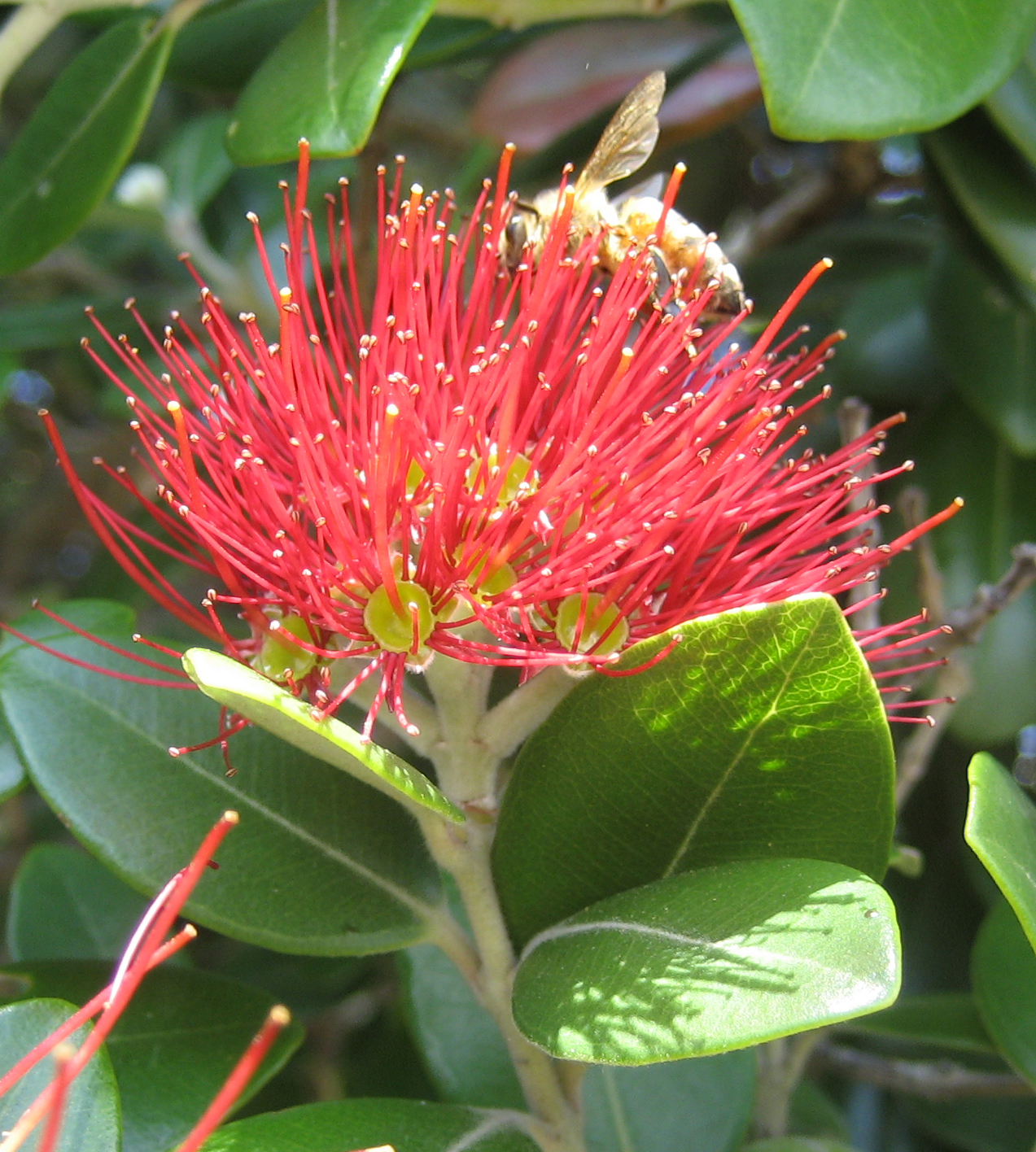
Bloem

... · 
M. albiflora · 
M. diffusa · 
M. excelsa (Pohutukawa) · 
M. fulgens · 
M. kermadecensis · 
M. perforata · 
M. polymorpha (Ohia lehua)
M. robusta (Noordelijke rata) · 
M. umbellata (Zuidelijke rata) · 
...